# Колесников, Аркадий Георгиевич
Колесников, Аркадий Георгиевич (5 декабря 1907 года, Юрбург, Ковенская губерния, Российская империя — 4 апреля 1978 года, Севастополь) — советский учёный в области гидрологии и океанологии, академик АН УССР (1967), первый директор (1962—1974) Морского гидрофизического института АН УССР (Севастополь), Лауреат Государственной премии СССР (1970), Государственной премии УССР в области науки и техники (1979).

## Биография
Родился в Юрбурге Ковенской губернии (ныне Юбаркас, Литва) в семье техника-строителя Георгия Харлампиевича Колесникова. В 1914 году вместе с матерью переехал в Тулу.
По окончании школы работал подручным плотника службы железнодорожных путей, затем поступил в Первый Московский университет на физико-математический факультет. После первого семестра перевёлся в Московское высшее техническое училище на механический факультет, где в 1930 году защитил диплом по теплотехническим свойствам материалов.
В 1930—1932 годах работал в сушильной лаборатории Всесоюзного теплотехнического института, затем поступил в аспирантуру на кафедру теплотехники физического факультета МГУ. Научным руководителем Аркадия Георгиевича был известный теплотехник Александр Саввич Предводителев. Тема исследований связана с теорией сушки плоских материалов и картонов. Одновременно А. Г. Колесников занимается исследованием связи между теплообменом и диффузией в вынужденном потоке. В 1937 году он защищает диссертацию на тему «Исследование явления испарения и теплообмена в условиях естественной конвекции», затем работает старшим научным сотрудником в лаборатории сушки НИИ лубяного волокна. В том же году по рекомендации А. С. Предводителева начинает работу в Морском отделе Института геофизики АН СССР, где занимается оптическими методами исследования испарения и изучением нарастания льда в море.
В начале Великой Отечественной войны институт эвакуируется в Казань, где А. Г. Колесников продолжает изучать процессы льдообразования. В 1943 году он защищает докторскую диссертацию «Теория прогноза роста льда на поверхности моря» в Московском университете. Результаты исследований были использованы в инструкциях для инженерных частей Красной армии. После защиты диссертации читает курс лекций по термике моря на кафедре физики МГУ.
В 1945 году назначается заместителем директора морской геофизической лаборатории. В этой должности он продолжает исследования для инженерных войск и народного хозяйства, связанные с прогнозированием суточного и годового хода температур, появления льда, скорости образования льда, подлёдного режима акваторий.
19 мая 1949 года на базе Морской гидрофизической лаборатории создаётся Морской гидрофизический институт (МГИ АН СССР), сотрудником которого стал А. Г. Колесников. Он руководит разработкой приборов для изучения турбулентности, проводит исследования в Арктике, Антарктике, озере Байкал, подмосковных водохранилищах. Группой под его руководством создана серия турбулиметров с каналами для фиксации гидрофизических условий в точке измерения (глубины, температуры, скорости течения), которые широко использовались в целях экологического мониторирования. Результаты этих исследований представлены в 1959 году на первом международном конгрессе в Нью-Йорке и в дальнейшем легли в основу нового научного направления — инструментальных исследований глубоководной турбулентности. Одновременно А. Г. Колесников продолжал изучение образования внутриводного льда и кристаллизации переохлаждённого облака.
В 1958 году А. Г. Колесников представлен к избранию в члены-корреспонденты АН СССР. В 1961 году МГИ АН СССР передаётся Академии наук УССР с перебазированием в Севастополь, А. Г. Колесников назначается исполняющим обязанности директора, а затем директором этого института. В 1964 году он представляется к избранию членом-корреспондентом АН УССР. В дальнейшем за исследования атлантического экваториального противотечения (течения Ломоносова) он был избран действительным членом АН УССР и вместе с большой с группой сотрудников удостоен в 1970 году Государственной премии СССР.
А. Г. Колесников умер 4 апреля 1978 года.

Могила Колесникова на кладбище Коммунаров в Севастополе.

## Награды и премии
- орден Октябрьской Революции (02.12.1977)
- орден Трудового Красного Знамени (27.03.1954)
- медали
- Государственная премия СССР (1970) — за экспериментальные и теоретические исследования течения Ломоносова и системы пограничных течений тропической Атлантики
- Государственная премия УССР в области науки и техники (1979, посмертно) — за системные исследования Тропической Атлантики[1]

## Научные интересы
Основные исследования посвящены гидросфере Земли. Разработал теорию кристаллизации льда в турбулентном водном потоке и переохлажденных водных облаках, произвел расчеты скорости роста льда на поверхности морей, рек, водохранилищ. Руководил работами по созданию электронно-измерительной аппаратуры для автоматизированного сбора, передачи и обработки гидрофизической информации, а также по созданию автоматических буйковых станций. Принимал участие в экспедициях на научно-исследовательских судах в Атлантику, Арктику. Ответственный редактор Международного атласа гидрологических и гидрохимических характеристик вод Тропической Атлантики (т. 1, 1973; т. 2, 1976).